# Lionheart: Legacy of the Crusader
Lionheart: Legacy of the Crusader es un videouego de rol de acción desarrollado por Reflexive Entertainment y publicado por Black Isle Studios, subsidiaria de Interplay Entertainment. Lanzado el 13 de agosto de 2003. Lionheart: Legacy of the Crusader se enfoca en su protagonista, controlado por el jugador, mientras viaja a través de una aventura llena de acción y magia la cual constituye el eje principal del juego.
Lionheart presenta una trama en donde una grieta en la realidad cambio drásticamente la historia de la Edad Media como la conocemos, permitiendo que demonios y otros seres similares hayan entrado en el mundo mortal. Durante el juego el protagonista podrá interactuar con numerosas figuras históricas como Juana de Arco, Leonardo da Vinci, Galileo Galilei, entre otros, los cuales son representados como personajes no jugables.
Reflexive Entertainment decidió implementar el esquema de habilidades SPECIAL en Lionheart, el cual fue utilizado por primera vez en la saga Fallout. El sistema cumple la función de añadir puntos a determinados árboles de habilidades para así fortalecer la personalidad y la naturaleza del personaje principal.

## Trama
La historia de Lionheart se desenvuelve en una realidad alternativa o universo paralelo, creado por la intervención de lo que se conoce como la Disyunción, una alteración de la realidad y el tiempo en donde la magia y los espíritus fueron introducidos al mundo real. El suceso ocurrió cuando Ricardo I Corazón de León, masacró a prisioneros durante el Sitio de Acre en la Tercera cruzada, una decisión la cual fue aprovechada por un ser misterioso para llevar a cabo un ritual provocando la aparición de una grieta dimensional, trayendo como consecuencia la introducción de la magia al mundo real.
El juego toma lugar en el año 1588 en lo que inicialmente es una versión alternativa de la ciudad de Barcelona. En este tiempo, la Armada Española esta casi lista para invadir Inglaterra, y la Inquisición española esta en su cénit. Lionheart cuenta con la aparición anacrónica de diferentes figuras del Renacimiento, como Miguel de Cervantes, William Shakespeare, Galileo Galilei, Nicolás Maquiavelo y Leonardo da Vinci.
La trama de Lionheart pone al jugador en la piel del personaje principal, el cual ha descubierto ser una descendiente de Ricardo I Corazón de León (Lionheart), heredando los poderes obtenidos durante la Disyunción. El jugador seguirá la historia principal teniendo que alinearse con una de las cuatro facciones que existen dentro del juego, Los Caballeros Templarios, La Inquisición, Los Caballeros de Saladino o Los Portadores, y le pedirán además que detenga un nuevo intento de abrir permanentemente la grieta dimensional, lo cual podría alterar el curso de la historia.

## Sistema de Juego
Al haberse implementado el esquema de habilidades SPECIAL, Lionheart presenta un sistema de creación de personaje similar al ya visto en la saga Fallout, especialmente en los juegos Fallout 1 y 2. El jugador empezará por ajustar los valores de las habilidades principales (Fuerza, Percepción, Resistencia, Carisma, Inteligencia, Agilidad y Suerte) y elegir los diferentes rasgos o traits los cuales impactarán de manera positiva o negativa durante todo el juego. Además, el jugador deberá distribuir una determinada cantidad de puntos en la diferentes habilidades especializadas o skills haciendo que el personaje pueda desenvolverse mejor durante la aventura. Por ejemplo, si el jugador decide aumentar los puntos de la habilidad de sigilo, el personaje podrá moverse sin ser detectado por enemigos, así como si decide aumentar los puntos de la habilidad de diplomacia, el personaje será mucho más versado a la hora de entablar negociaciones. A diferencia de la saga Fallout, Lionheart también le permite al jugador elegir diferentes habilidades mágicas las cuales pueden ser útiles en varias situaciones.
El jugador también puede seleccionar diferentes ventajas o perks, a lo largo del juego, estas son similares a los rasgos que el jugador selecciona cuando crea el personaje con la diferencia de que las primeras son más específicas y las segundas son más generales.
Otro elemento introducido en Lionheart es la capacidad de poder elegir un espíritu durante la creación del personaje. Los espíritus, los cuales pueden ser demoniaco, elemental o bestial, residen dentro del personaje y le ayudarán a explicar ciertas situaciones o avanzar en la trama principal.
El personaje creado al inicio del juego es el único que puede ser controlado directamente por el jugador, y a pesar de que algunos personajes podrán unirse a la aventura, estos son controlados por la inteligencia artificial del juego.

## Desarrollo
Reflexive Entertainment fue contactada por Black Isle Studios con la intención de desarrollar un juego tras haber probado su anterior título Zax: The Alien Hunter, un juego de perspectiva isométrica el cual usa el mismo motor gráfico.Ion Hardie explicó que Black Isle Studios originalmente quiso que Reflexive Entertainment desarrollara un juego en la línea de Fallout usando el esquema de habilidades SPECIAL. Chris Avellone recuerda la decisión de utilizar el esquema SPECIAL como "un intento de para incrementar las ventas aprovechando el interés de los seguidores de Fallout".
La producción de Lionheart tuvo algunos problemas ya que tanto el estudio desarrollador como el distribuidor estaban afrontando crisis financieras. Ion Hardie destacó que Reflexive Entertainment "estuvo a un día de tomar las decisiones más difíciles que pudieron habernos cerrado de una buena vez cuando aceptamos el contrato". Interplay Entertainment también atravesó problemas financieros importantes los cuales les impidieron proveer al estudio desarrollador con el suficiente dinero para la producción de Lionheart, Hardie dijo al respecto que "ellos (Interplay) tuvieron problemas para proveernos del pago inicial".

### Lanzamiento
El desarrollo de Lionheart concluyó el 16 de julio de 2003. Como otros títulos lanzados por Interplay en aquel momento, la distribución en América del Norte le fue asignada a Vivendi Universal Games, mientras que en Europa cayó en manos de Avalon Interactive. Lionheart fue lanzado el 12 de agosto de 2003 en América del Norte, el 26 de agosto en Australia, y el 12 de septiembre en el Reino Unido.

## Recepción

### Crítica
Lionheart: Legacy of the Crusader recibió críticas mixtas de acuerdo a una recopilación de reseñas hecha en la página web Metacritic. Greg Kasavin de GameSpot destacó que a pesar de que Lionheart incentiva a una creación de personaje más diversa, el constante enfoque en áreas llenas de monstruos "fuerza al jugador a utilizar un personaje orientado al combate".Lionheart también fue criticado por pretender ser un juego de estilo Diablo, en donde gran parte de la aventura se orienta al combate hack-and-slash, cuando el juego en sus primeros niveles pudo haber enfatizado más el diálogo entre los personajes. Barry Brenesal de IGN escribió, "el problema en decidir que tipo de juego quiere ser, si un RPG o un clon de Diablo, es probablemente el problema más serio que tiene". Continuó diciendo que, "Lionheart se siente como un buen juego que se perdió en el camino, y terminó siendo empujado por la puerta careciendo de algunas características básicas".Steven Belloti de RPGamer evaluó que el juego "comienza siendo muy prometedor, pero, una vez que sales de Barcelona hacia el mundo exterior, el juego se cae de cabeza".
Sin embargo, Lionheart fue aclamado por su banda sonora, la cual fue descrita como excelente, y también por la actuación de voz de sus personajes.La implementación del esquema de habilidades SPECIAL también tuvo muy buena aceptación.